# ドルフ・ラングレン ザ・リベンジャー
『ドルフ・ラングレン ザ・リベンジャー』（原題：Icarus, 別題：The Killing Machine）は、アメリカ合衆国、カナダの映画作品。

## キャスト
| 役名                            | 俳優                             | 日本語吹替 |
| ------------------------------- | -------------------------------- | ---------- |
| エドワード・ジェン （イカロス） | ドルフ・ラングレン               | 内海賢二   |
| ジョーイ                        | ステファニー・フォン・フェッテン | 五十嵐麗   |
| カー                            | サマンサ・フェリス               | 磯辺万沙子 |
| グラハム                        | デヴィッド・ルイス               | 黒澤剛史   |
| バディム                        | ボー・スヴェンソン               |            |
| テイラー                        | ケイトリン・メイガー             | 清水涼子   |
| エイプリル                      | リンジー・マクスウェル           | 藤田昌代   |
| セルゲイ                        | ジョン・テンチ                   | 西凛太朗   |
| キム                            | モニーク・ガンダートン           | 竹内絢子   |

- その他の声の吹き替え：志村知幸、真鍋智和、佐藤広太